# Альберт Лео Шлагетер

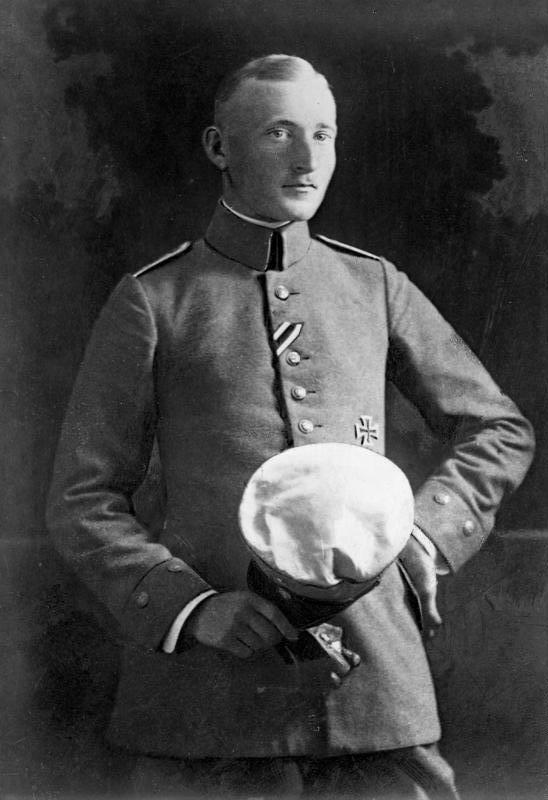
Лейтенант Шлагетер під час Першої світової війни.

Альберт Лео Шлагетер (нім. Albert Leo Schlageter; 12 серпня 1894, Шенау — 26 травня 1923, Гольцгайм, нині у складі Дюссельдорфа) — німецький лейтенант у відставці, член фрайкору і партизан періоду після Першої світової війни, один з головних мучеників у нацистському мартиролозі.

## Біографія
Народився в католицькій родині. Під час Першої світової війни служив в армії, воював на Західному фронті, нагороджений Залізними хрестами 1-го і 2-го класу.
В 1917 отримав звання лейтенанта і призначений командиром батареї. Після демобілізації (у грудні 1918) вступив на економічний факультет Фрайбурзького університету, але потім вступив у фрайкор (також як командир батареї), брав участь у боях з більшовиками в Прибалтиці, в березні 1920 під час Каппського заколоту — в боях з Рурською Червоною армією, в 1921 — в боях з поляками у Верхній Сілезії під час Третього Сілезького повстання. У Сілезії організував наліт на фортецю Коссель, де французькою владою утримувались заарештовані німці, яких передбачалося депортувати на Острів Диявола у Французькій Гвіані, і звільнив полонених; його батарея зіграла важливу роль у перемозі у вдалій для німців битві біля гори Святої Анни (Аннаберг). Під час цих подій врятував від самосуду полонених французів, на що вказував захист під час суду над Шлагетером.
У жовтні 1922, разом з Ґергардом Россбахом і Гауенштайном, був одним із засновників Національно-Соціального об'єднання, (потім Німецька робітнича партія), поєднаного з НСДАП як колективний член. Однак після французької окупації Руру на початку 1923 порвав з НСДАП через заборону Гітлера брати участь у боротьбі з окупантами, і перебрався в Рур, де організував групу, що займалася саботажем і диверсіями, зокрема організувавши аварії поїздів на вокзалі Гюґель в Ессені і на залізничному мосту у Калькумі.

## Полонення, суд і розстріл

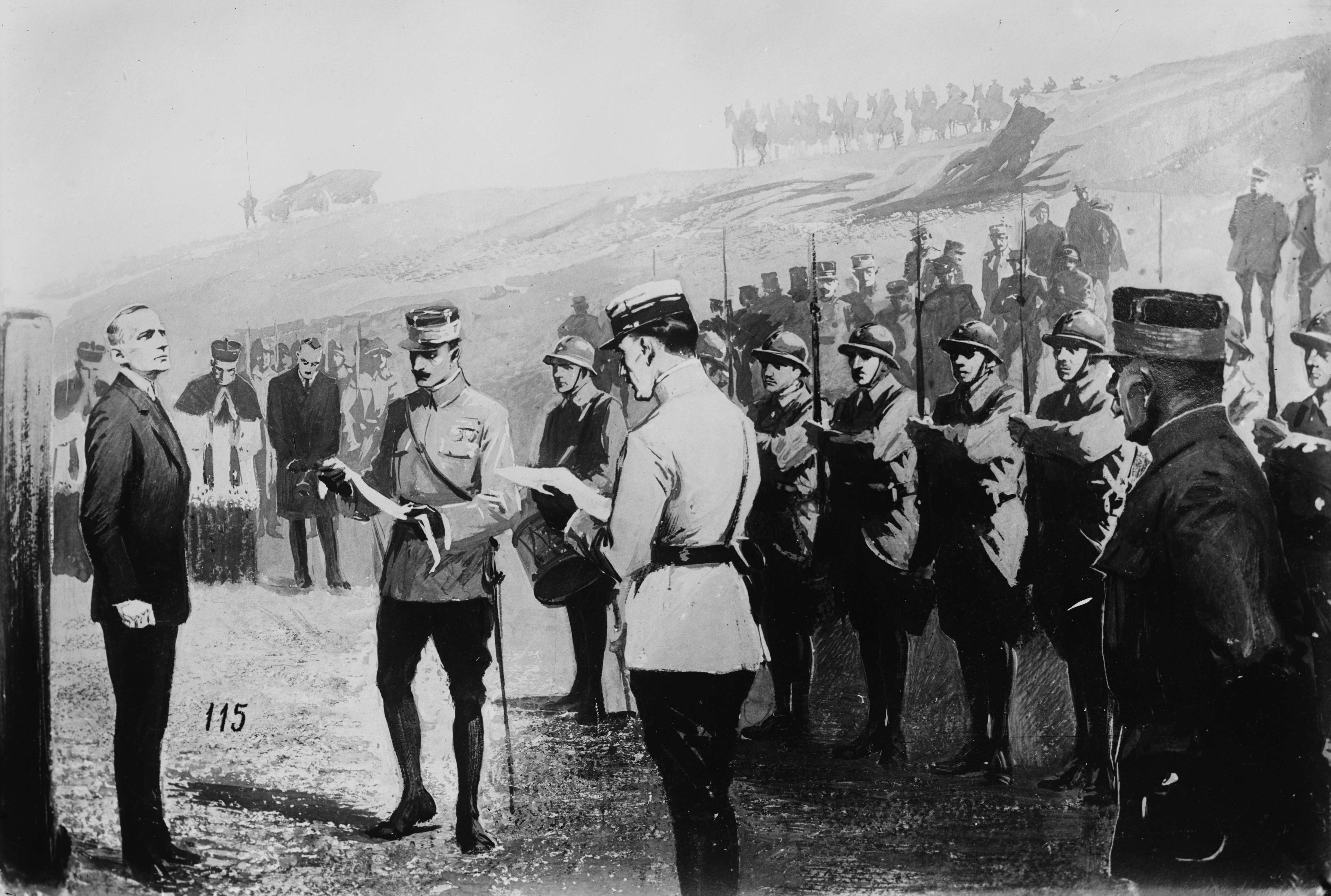
Страта Шлагетера

Завдяки інформації впровадженого агента, 7 квітня 1923 був заарештований в Ессені і звинувачений в шпигунстві і саботажі. 8 травня був засуджений трибуналом до розстрілу.
Писати прохання про помилування відмовився, заявивши: «Я не звик просити про помилування». Розстріляний 26 травня 1923 року.

## Пам'ять
У 1933 році Гансом Йостом була написана драма "Шляґетер", яка стала відомою і культовою у Третьому Райху. Також ім'я Шлагетера отримала 26-а винищувальна ескадра «Шляґетер» (нім. Jagdgeschwader 26 (JG 26) «Schlageter») Люфтваффе за часів Другої світової війни.